# 塞尔万特斯
塞尔万特斯，是西班牙加利西亚自治区卢戈省的一个市镇。 总面积278平方公里，总人口2135人（2001年），人口密度8人/平方公里。